# Санта-Еулалія-де-Ріу-Кову
Санта-Еулалія-де-Ріу-Кову (порт. Santa Eulália de Rio Covo; МФА: [ˈsɐ̃.tɐ iw.ˈɫa.ɫi.ɐ dɨ ˈʁi.u ˈko.vu]) — парафія в Португалії, у муніципалітеті Барселуш. Розташована в північно-західній частині країни, на теренах історичної португальської провінції Дору-Міню. Входить до складу округу Брага. За адміністративним поділом, чинним до 1976 року, терени парафії були складовою провінції Міню. Належить до Бразької архідіоцезії Католицької церкви. Патрон — свята Евлалія. Площа — 4,4175 км². Населення — 970 ос. (2011). Слабо урбанізований регіон. Густота населення — 219,58 осіб/км²
. Код — 030266.

## Назва
- Ріу-Кову (Санта-Еулалія) (порт. Rio Covo (Santa Eulália)) — офіційна назва[5].

## Населення
| Кількість мешканців | Кількість мешканців | Кількість мешканців | Кількість мешканців | Кількість мешканців | Кількість мешканців | Кількість мешканців | Кількість мешканців | Кількість мешканців | Кількість мешканців | Кількість мешканців | Кількість мешканців | Кількість мешканців | Кількість мешканців | Кількість мешканців |
| ------------------- | ------------------- | ------------------- | ------------------- | ------------------- | ------------------- | ------------------- | ------------------- | ------------------- | ------------------- | ------------------- | ------------------- | ------------------- | ------------------- | ------------------- |
| 1864                | 1878                | 1890                | 1900                | 1911                | 1920                | 1930                | 1940                | 1950                | 1960                | 1970                | 1981                | 1991                | 2001                | 2011                |
| 453                 | 482                 | 392                 | 434                 | 463                 | 441                 | 460                 | 519                 | 572                 | 598                 | 585                 | 789                 | 934                 | 1 033               | 970                 |